# Ghetto Superstar (Film)
Ghetto Superstar (Alternativtitel: Turn It Up – Auf dem Weg nach oben; Originaltitel: Turn It Up) ist ein US-amerikanischer Film des kanadischen Regisseurs Robert Adetuyi, der auch das Drehbuch schrieb. Die Hauptrollen spielen Pras Michel und Ja Rule. Der Film vereint Elemente von Gangster-, Musik- und Buddy-Movie.

## Handlung
Der Nachwuchsrapper Diamond hofft auf seinen großen Durchbruch muss sich aber als Gangster über Wasser halten und die Aufnahme-Zeit im Studio finanzieren. Gemeinsam mit seinem besten Kumpel Gage arbeitet er für den Gangsterboss Mr. B unter anderem als Drogenkurier. Diamond würde gerne aus der Kriminalität aussteigen und sich ganz auf die Musik konzentrieren, bleibt aber stets loyal zu Gage, der im Gegenzug alles tut seinem Freund zu helfen, indem er ihn promotet und als Manager auftritt. Bei den Drogengeschäften geraten die beiden regelmäßig in Schießereien, die sie aber jedes Mal gut überstehen.
Diamonds Freundin Kia beklagt, dass dieser sich weigert Verantwortung zu übernehmen und auch seine schwerkranke Mutter vergleicht ihn mit seinem Vater, der die Familie früh verließ. Gleichzeitig lehnt sie jede finanzielle Unterstützung ab, da sie um die Herkunft des Geldes weiß. Kia wird schwanger und trennt sich von Diamond, dem sie mangelnde Unterstützung vorwirft. Bald darauf verstirbt die Mutter. Bei der Beerdigung taucht plötzlich Diamonds Vater Cliff auf, der zugibt keine Unterkunft zu haben. Diamond nimmt nach einigem zögern bei sich auf.
Eines Abends begegnen die beiden in einem Nachtclub dem Musikproduzenten Mr. White, der sie aber abblitzen lässt und ein fertiges Demotape sehen will, bevor er in Diamond investiert. Gage ist darüber entzürnt und beschließt das Debütalbum selbst zu finanzieren. Das Kapital dafür beschafft er bei einem Raubüberfall auf einen wohlhabenden Clubbesucher Seamus. Dabei benutzt er seine Freundin als Lockvogel. Anschließend erschießt Gage den Mann um, wie üblich, keine Zeugen zu hinterlassen. Obwohl er außerhalb der Autorität von Mr. B handelt, geht er davon aus, dass Seamus keine Verbindung zum Organisierten Verbrechen hat und der Überfall deshalb keine Konsequenzen haben wird.
Mit dem erbeuteten Geld, können die beiden Freunde genug Miete für das Studio bezahlen und die Arbeit am Album schreitet voran. Cliff, selbst ein Musiker, bemängelt allerdings, dass die Musik zu künstlich klinge und zeigt seinem Sohn die Vorzüge klassischer Musikinstrumente. Bald ist das Album fertig und bereit zur Veröffentlichung. Mr. B hat inzwischen herausgefunden, wer Seamus überfallen hat und verlangt die Beute von Gage zurück. Weil dieser sie nicht mehr hat, verlangt er die Rechte an Diamonds Album als Entschädigung. Er organisiert ein Treffen mit Gage, Diamond und Mr. White, doch Diamond weigert sich einen Künstlervertrag mit Mr. White zu unterschreiben.
Gage hat einen letzten Plan um sich und seinen Freund zu retten: er hat über die Jahre Kokain unterschlagen, das er nun verkaufen will, um dadurch die Schuld bei Mr. B zu begleichen. Der Deal geht allerdings wieder einmal schief. Die beiden geraten in einen Hinterhalt. Sie können sich zwar befreien und die Angreifer erschießen, jedoch bekommen sie nicht die benötigten 100.000 US-Dollar. Auf dem Weg nach draußen findet Gage eine schwangere Frau, die er als potentielle Zeugin erschießen will. Diamond kann ihn davon überzeugen, sie am Leben zu lassen. Trotzdem sagt er sich nun endgültig von Gage und dem kriminellen Leben los. Er versöhnt sich mit Kia, wirft seine Waffen in den Fluss und kehrt zurück ins Studio.
Mr. B gibt sich mit dem Geld, das Gage ihm bringt, nicht zufrieden. Er lässt Gage zusammenschlagen, ordnet dessen Exekution an und macht sich mit ein paar Männern auf den Weg ins Studio. Dort nimmt er die Masterbänder an sich und zwingt Diamond, sie ihm vorzuspielen. Der Studiobesitzer Marshall wird beim Versuch der Gegenwehr erschossen.
Gage hat währenddessen seine Bewacher überwältigt und kommt blutüberströmt ebenfalls in das Studio. Den finalen Schusswechsel überlebt nur Diamond, Gage, Cliff und Mr. B kommen ums Leben. Ein Jahr später besucht Diamond, inzwischen Vater und erfolgreicher Musiker, gemeinsam mit Kia das Grab von Gage.

## Hintergrund
Der Film wurde im Sommer 1999 hauptsächlich in Toronto gedreht. Von New Line Cinema vermarktet, kam er am 6. September 2000 in die Kinos. Er erwies sich trotz der hochkarätigen Besetzung als Flop und spielte nur einen Bruchteil der Produktionskosten ein.

## Rezeption
Ghetto Superstar erhielt überwiegen schlechte Bewertungen von Kritikern und Publikum. Er wurde bei den Golden Reel Awards in der Kategorie Best Sound Editing nominiert.